# Joe Lala
Joe Lala (Tampa, 3 november 1947 – aldaar, 18 maart 2014) was een Amerikaans drummer en acteur. In 1970 had hij met zijn band Blues Image een nummer 4-hit. Daarna speelde hij voor Manassas en verder in sessies en op tournees voor tal van artiesten, variërend van de Bee Gees en Chicago tot Crosby, Stills, Nash and Young. In de jaren tachtig stopte hij met drummen en ging hij verder als acteur. Hij speelde rollen in televisieseries als Melrose Place, Miami Vice en Seinfeld, en was daarnaast stemacteur in animatieseries.

## Biografie
Lala werd geboren in Ybor City, een voormalige buurtschap in Tampa in Florida. Zijn opvoeding kreeg hij vooral van zijn moeder die hem vaak meenam naar optredens van bigbands. Hierdoor raakte hij geïnteresseerd in percussie. In zijn slagwerk was een vleugje Latijns-Amerikaanse muziek te horen. Af en toe zong hij; dan had hij een krakerig stemgeluid.
Hij en zijn vriend en gitarist Mike Pinera richtten in 1966 de band Blues Image op. Eerst bouwden ze lokaal naam op. Vervolgens vertrokken ze naar Miami en Los Angeles en namen ze drie albums op bij Atco Records, een sublabel van Atlantic. In 1970 brachten ze de single Ride captain ride uit die op nummer 4 van de Billboard Hot 100 belandde.
Hierna werd hij een van de oprichtende leden van Manassas, samen met de voorman Stephen Stills, een tweede drummer, Dallas Taylor, en nog enkele andere bandleden. Hij schreef aan enkele nummers mee voor de eerste twee elpees.
Hij trad ook op met andere bands en werd verder vooral bekend als sessiemusicus van een groot aantal artiesten. Hij heeft gedrumd voor onder meer de Allman Brothers Band, Bee Gees, Byrds, Chicago, Crosby, Stills, Nash and Young, Eagles, Pacific Gas & Electric, Windmills, Jackson Browne, Eric Clapton, Neil Diamond, John Mellencamp, Dan Fogelberg, Ringo Starr, Rod Stewart, Barbra Streisand en Dionne Warwick.
Aan het eind van de jaren tachtig kreeg hij last van het carpaletunnelsyndroom waardoor hij gedwongen was met drummen te stoppen. Hij vond een nieuwe professionele richting als acteur en speelde mee in allerlei televisieseries, waaronder Melrose Place, Miami Vice en Seinfeld. Verder was hij stemacteur in animatieseries, waaronder in Our friend, Martin (1999). Door zijn Italiaans-Amerikaanse achtergrond was hij goed in het doen van stemmetjes.
Rond 2014 besloot hij zich te richten op de zorg voor zijn moeder en nam hij geheel afscheid van het artiestenleven. Na verschillende jaren werd bij hem de diagnose van longkanker gesteld. Ondanks het bewustzijn dat daarmee zijn dood naderde, bleef hij positief in het leven staan. Aan het begin van 2014 verloor hij zijn moeder die 98 jaar oud is geworden. Niet lang daarna overleed hij zelf op 66-jarige leeftijd.
- Bibsys: 10000971
- Bibliothèque nationale de France: cb14195916t (data)
- Gemeinsame Normdatei: 134438515
- International Standard Name Identifier: 0000 0000 7780 1085
- Library of Congress Control Number: no2015116816
- MusicBrainz: 75be2461-487b-49e7-9300-f16311977db8
- Virtual International Authority File: 79623188
- WorldCat: E39PBJf4dPmXTh4MVHc39W3WjC